# Ti Ti Ti (2010)
Ti Ti Ti é uma telenovela brasileira produzida pela TV Globo e transmitida originalmente de 19 de julho de 2010 a 18 de março de 2011, em 209 capítulos, com o último capítulo reexibido no dia subsequente, 19 de março. Substituiu Tempos Modernos e foi substituída por Morde & Assopra, sendo a 77ª "novela das sete" exibida pela emissora.
A trama é um remake das novelas Plumas e Paetês (1980) e a versão original da novela (1985), escritas por Cassiano Gabus Mendes. Adaptada por Maria Adelaide Amaral, com colaboração de Vincent Villari, Álvaro Ramos, Letícia Mey, Rodrigo Amaral e Marta Nehring, teve a direção de Marcelo Zambelli, Maria de Médicis, Fred Mayrink e Ary Coslov. A direção geral e de núcleo foram de Jorge Fernando.
Contou com Murilo Benício, Alexandre Borges, Cláudia Raia, Juliana Alves, Guilhermina Guinle, Sophie Charlotte, Caio Castro e Isis Valverde nos papéis principais.

## Enredo
Os rivais Jacques Leclair e Victor Valentim estão constantemente a se digladiar para se destacar como o melhor estilista no mundo na moda, tendo seu nome em grifes e coleções desfiladas nas grandes semanas de moda, fotografadas para revistas de celebridades. Seus nomes, no entanto, não são verdadeiros. Sob a personalidade espalhafatosa e sedutora de Jacques Leclair, se esconde o divertido e cafona André Spina, pai de quatro filhos, que trabalha com o segmento de vestidos para festas. Victor Valentim, por sua vez, é uma figura inventada por Ariclenes Martins, o Ari, para disputar os holofotes com André.
Nascidos no mesmo bairro do Belenzinho, na zona leste da cidade de São Paulo, e inimigos desde a infância, Ariclenes Martins e André Spina sempre disputaram tudo: brinquedos, amigos e garotas. André é dono de um ateliê no bairro do Tatuapé, também na zona leste da cidade, onde atende pelo nome de Jacques Leclair, sendo muito prestigiado pela elite da região.
Grande parte de seu sucesso vem de seu irresistível poder de sedução, que ele disfarça assumindo um comportamento gay, para não despertar os ciúmes dos maridos de suas clientes. Ele começou a carreira ao lado da costureira Marta, sua vizinha no Belenzinho, que confeccionou suas primeiras criações e o incentivou a investir em roupas de festa. Abandonou-a quando conheceu Ana Maria, filha de um grande atacadista e que tinha o dinheiro necessário para ele montar seu primeiro ateliê. Com Ana Maria, teve quatro filhos: Pedro, Valquíria e os gêmeos Maria Beatriz, a Mabi, e Luis Felipe, o Lipe. A bem de vida Júlia, que o criou como filho, morando num duplex do Jardim Anália Franco com os filhos e a tia. André sonha transformar-se em um estilista de elite, e é nesse contexto que conhece Jaqueline.
Jaqueline mora em um amplo apartamento no bairro dos Jardins. Elegante e de indiscutível bom gosto, vive um casamento falido com Breno, com quem tem uma filha, Thaísa, que em nada se parece com a mãe. Por sugestão de uma amiga de Thaísa, que precisa comprar um vestido para uma festa, Jaqueline chega ao ateliê de Jacques Leclair e se encanta pelo jeito sedutor do estilista. Assim como outras clientes, ela não resiste ao charme de Jacques e se torna sua amante.
Com seu extremo bom gosto, Jaqueline percebe que o problema dos vestidos de Leclair é o excesso de detalhes: as roupas são bem cortadas, mas há muitos brilhos e babados. Ela começa a editar as criações, fazendo pequenas adaptações nos croquis originais, transformando os vestidos em peças sofisticadas, levando o estilista a se dar conta de que precisa daquela mulher como seu braço direito. Além disso, Jaqueline é a chave das portas do high society que Jacques tanto almeja, graças à sua rede de contatos sociais. Ela é grande amiga de Stela, personal stylist que dá consultoria a empresas e personalidades, e que tem uma coluna na conceituada revista Moda Brasil. Com Jaqueline a seu lado, o nome de Jacques Leclair finalmente começa a aparecer.
Apaixonada pelo estilista, Jaqueline resolve se separar de Breno e dá início a uma guerra pelo patrimônio familiar. Breno contrata o detetive particular Mário Fofoca para que ele comprove a infidelidade da esposa. O contrato pré-nupcial assinado pelos dois, determina que ele pode expulsá-la de casa só com a roupa do corpo, caso comprove que ela é infiel. Jaqueline sai de casa certa de que vai se casar com Leclair mas o estilista, que não está apaixonado, dá a desculpa de que seus filhos não o perdoariam se ele tentasse substituir a falecida mãe deles.
Jaqueline passa a viver na esperança de se casar com Jacques quando os filhos se emanciparem, e não se importa de ajudá-lo a brilhar no mundo da moda. Mas o estilista, vaidoso, seduz as clientes e sai com várias delas, sempre escondido da ciumenta Jaqueline. Até que ela contrata Clotilde para trabalhar no ateliê, sem imaginar que o objetivo da moça de aparência humilde é conquistar e casar-se com Leclair. Apaixonado, ele se rende aos encantos da ardilosa moça. Quando Jaqueline descobre o envolvimento dos dois, jura vingança.
Ari, por sua vez, ganhou muito dinheiro na loteria. Casou-se com a namorada, Suzana, com quem teve um filho, Luti, e foi morar com a família no bairro nobre dos Jardins. Por não saber administrar seu dinheiro, perdeu tudo depois de apostar em negócios incertos. O casamento acabou, já que Ari e Suzana descobriram ter personalidades e estilos incompatíveis. Suzana se dedicou aos estudos, conquistou seu espaço no mercado e chegou a chefe da revista Moda Brasil. Com o fim da fortuna de Ari, viu-se obrigada a sustentar o ex-marido para não prejudicar os estudos do filho, que decidiu morar com o pai. É Suzana quem paga o aluguel dos dois. Sensato, Luti sabia que Ari precisava mais dele do que de sua mãe, e optou por ajudá-lo a pagar as contas da casa. O rapaz se divide entre a faculdade de belas artes e trabalhos como garçom.
Enquanto espera ser novamente agraciado pela sorte, e certo de que uma ideia genial o fará recuperar a fortuna que teve um dia, Ari inventa projetos que nunca dão certo, sempre com a ajuda do amigo Chico, um tipo mais atrapalhado do que ele. Até que sua atenção é atraída por uma senhora maltrapilha, uma moradora de rua que carrega consigo uma coleção de bonecas para as quais cria diversos modelos de vestidos. Entre seus pertences, está um boneco que ela apresenta como Victor Valentim, “o mais belo e corajoso príncipe da Espanha”. Ari não perde tempo e, diante da oportunidade que tem em mãos, abriga a senhora em uma casa de repouso, providencia tecidos e a estimula a criar novos e originais modelos. Em seguida, pede ao filho desenhista para transformá-los em croquis.
Ari leva os desenhos feitos por Luti para as costureiras Marta e Nicole, suas vizinhas no Belenzinho, que confeccionam os modelos, e revela o seu plano de se transformar em um famoso costureiro espanhol. Marta, que foi abandonada por Leclair no início da carreira, não acredita que o plano possa dar certo, mas aceita o risco. Eles contratam Desirée, filha de Nicole, para desfilar o primeiro modelito, um deslumbrante vestido vermelho, em uma festa da revista Moda Brasil, diante de uma multidão de fotógrafos e convidados importantes do mundo fashion. O vestido faz enorme sucesso e todos querem saber o nome do estilista responsável pelo modelo, gerando um ti-ti-ti em torno da identidade de Victor Valentim, que Ari consegue manter em segredo até a reta final da trama.
Caracterizado como Valentim, com um figurino semelhante ao de um toureiro, Ari é sedutor com as clientes, alimentando o mito do falso estilista espanhol. Jaqueline, que jurara vingar-se de Jacques, a certa altura, passa para o lado de Ari, para depois romper também com ele e criar sua própria grife.
O que Ari ignora é que a doce criadora original que costura os vestidos de bonecas, fonte de seu sucesso, é na verdade Cecília, a mãe desaparecida de André. Logo após ser mãe, ela deixou o filho aos cuidados da irmã, Júlia, e fugiu com o novo namorado. Abandonada e sem coragem de voltar para casa, Cecília deixou que a culpa a consumisse de tal forma que afetou sua sanidade, a ponto de nem se lembrar do seu verdadeiro nome.
A rivalidade entre Ari e André se mantém durante toda a trama, sendo acirrada quando seus filhos, Luti e Valquíria apaixonam-se, vivendo um namoro conturbado. Jaqueline, que havia até virado freira ao longo da trama, abandona o hábito e casa-se com o surfista Thales, dono de uma confecção. O casamento, na verdade é forjado, para que Thales possa resgatar a sua herança, retida por sua avó. O enlace, por sua vez, permite a Jaqueline se vingar de Jacques, fazendo-o assinar um contrato de sociedade com Thales. Na hora de assinar os papéis, Thales troca os documentos e Jacques acaba vendendo a sua marca para Thales, perdendo a autonomia de seus negócios e Jaqueline torna-se a diretora criativa da marca de Jacques Leclair.
Após muitas brigas, os estilistas acabam concordando em fazer as pazes, depois que a história de Cecília é descoberta. Com os cuidados e o tratamento recebidos na clínica onde a Ari a deixou, a mãe de André recupera a memória e a sanidade, e volta para a família, exigindo uma trégua entre os dois.
Ari, que passou a novela inteira tentando reconquistar a ex-mulher Suzana, descobre que Marta é a mulher de sua vida, e pede a costureira em casamento. Suzana encontra um novo amor, o escritor de novelas Fernando Flores e André continua com Clotilde.
No final da trama, Ari, Jaqueline e Jacques, após uma derrota de suas respectivas grifes em um concurso de moda, unem as forças, incentivados por Clotilde, e criam uma sociedade para brilhar no mundo da moda.

## Elenco
| Intérprete           | Personagem                                                            |
| -------------------- | --------------------------------------------------------------------- |
| Murilo Benício       | Ariclenes Martins (Ari) / Victor Valentim                             |
| Alexandre Borges     | André Spina / Jacques Leclair                                         |
| Claudia Raia         | Jaqueline Maldonado / Irmã Desgosto                                   |
| Isis Valverde        | Marcela de Andrade                                                    |
| Caio Castro          | Edgar Sampaio                                                         |
| Guilhermina Guinle   | Luísa Salgado                                                         |
| Guilherme Winter     | Renato Villa Sanches                                                  |
| Juliana Alves        | Clotilde Matoso                                                       |
| Malu Mader           | Suzana Martins                                                        |
| Dira Paes            | Marta Moura                                                           |
| Christiane Torloni   | Rebeca Bianchi                                                        |
| Giulia Gam           | Bruna Soares Sampaio                                                  |
| Mayana Neiva         | Desirée Oliveira                                                      |
| Rafael Cardoso       | Jorgito Bianchi                                                       |
| Alexandre Slaviero   | Armando Maragoli das Cruzes (Armandinho)                              |
| Sophie Charlotte     | Stéfany Oliveira                                                      |
| Humberto Carrão      | Luis Otávio Martins (Luti)                                            |
| Juliana Paiva        | Valquíria Spina (Val)                                                 |
| Maria Helena Chira   | Camila Bianchi                                                        |
| Carolina Oliveira    | Gabriela Moura (Gabi)                                                 |
| Marco Pigossi        | Pedro Luís Spina                                                      |
| Regina Braga         | Cecília Spina (Titia / Tia Ceci) / Ceci Splendore / Anastacia / Sissi |
| Leopoldo Pacheco     | Dr. Gustavo Sampaio                                                   |
| Mauro Mendonça       | Giancarlo Villa                                                       |
| Elizângela           | Nicole Oliveira / Daguijane                                           |
| Rodrigo López        | Francisco da Silva (Chico)                                            |
| Fernanda Souza       | Thaísa Maldonado Rodrigues                                            |
| André Arteche        | Júlio Santana (Julinho)                                               |
| Armando Babaioff     | Thales Salmerón                                                       |
| Thayla Ayala         | Amanda Moura                                                          |
| Marco Ricca          | Higino Oliveira (Gino)                                                |
| Tato Gabus Mendes    | Dr. Breno Rodrigues                                                   |
| Betty Gofman         | Maria do Socorro da Silva Ferreira (Help) / Miss Help Adams           |
| Rafael Zulu          | Adriano Novaes                                                        |
| Nicette Bruno        | Júlia Spina                                                           |
| Luis Gustavo         | Detetive Mário Cury (Mário Fofoca)                                    |
| Maria Célia Camargo  | Dona Mocinha Maragoli / Alaíde Pimenta                                |
| Mila Moreira         | Stela Sanches                                                         |
| Mônica Martelli      | Isadora Bacelar (Dorinha)                                             |
| David Lucas          | Luís Felipe Spina (Lipe)                                              |
| Clara Tiezzi         | Maria Beatriz Spina (Mabi) / Beatrice M.                              |
| Marcos Frota         | Joel Massa (Massa)                                                    |
| Lúcia Bronstein      | Magali Pimenta                                                        |
| Júlio Oliveira       | Ângelo Moura (Anjinho)                                                |
| Rosanna Viegas       | Rosário                                                               |
| Carolinie Figueiredo | Maria Eduarda Macedo (Madu)                                           |
| Otávio Reis          | Ronisvaldo Pereira (Rony Pear)                                        |
| Kika Kalache         | Graça Diniz                                                           |
| Ricardo Duque        | Francis Fiúza                                                         |
| Cacau Protásio       | Fátima                                                                |
| Yaçanã Martins       | Penha Mesquita                                                        |
| Marcelo Barros       | Wagner                                                                |
| Izabella Bicalho     | Irina                                                                 |
| Josafá Filho         | Dr. Eduardo Rezende                                                   |
| Thiago Picchi        | Helinho                                                               |
| Luís André Alvim     | Alex Alencar                                                          |
| Hilda Rebello        | Olga Franco                                                           |
| Maria Carol Rebello  | Lourdes Mesquita (Lurdinha)                                           |
| Theodoro Cochrane    | Dr. Queiroz                                                           |
| Priscila Camargo     | Enfª. Valdete                                                         |
| Monalisa Gomes       | Yasmine                                                               |
| Felippe Luhan        | Fábio Mendes (Fabinho)                                                |

### Participações especiais
| Intérprete          | Personagem                           |
| ------------------- | ------------------------------------ |
| Gustavo Leão        | Osmar Sampaio                        |
| Paulo Goulart       | Orlando Bianchi                      |
| Débora Falabella    | Isabel Souto Farias                  |
| Sidney Sampaio      | Érico Souto Farias                   |
| Drica Moraes        | Teresa Batalha                       |
| Rodrigo Lombardi    | Ricardo Prado                        |
| Fábio Assunção      | Fernando Flores                      |
| Vera Zimmerman      | Magda Costa Correia, Divina Magda    |
| Marília Pêra        | Rafaela Alvaray                      |
| Daniela Escobar     | Daguilene Oliveira / Pâmela          |
| Nuno Leal Maia      | Cassiano Guedes / Victor Valentim    |
| Maria Zilda Bethlem | Gildete Malta (Madame Gigi)          |
| Walter Breda        | Coronel Gastãozinho Malta            |
| Débora Olivieri     | Irmã Tormento / Esmeralda            |
| Giordanna Forte     | Irmã Martírio                        |
| Beth Lamas          | Irmã Flagelo                         |
| Maria Regina Caldas | Irmã Suplício                        |
| Rosa Marya Colin    | Irmã Calvário                        |
| Marcos Tumura       | Vicky                                |
| Berta Loran         | Dona Soledad Salmerón                |
| Rosana Garcia       | Solange                              |
| Jaime Leibovitch    | Dr. Augusto Lemos                    |
| Gisele Fraga        | Suellen Machado (Su)                 |
| Eva Todor           | Maria Josefina Cabral (Kiki Blanche) |
| Kátia d'Angelo      | Madame D'Angelo                      |
| Vera Gimenez        | Madame Cantanutti                    |
| Stella Miranda      | Madame Latiffa                       |
| Xuxa Lopes          | Madame Carneiro                      |
| Bia Nunnes          | Madame Clérry Benetazi               |
| Sura Berditchevsky  | Madame Resende                       |
| Cláudia Netto       | Madame Perraux                       |
| Gottsha             | Madame Linda Ferguson                |
| Cristina Amadeo     | Madame Lacerda                       |
| Daniela Dinn        | Madame Clara                         |
| Adriana Quadros     | Madame Isabela                       |
| Viviane Netto       | Paula                                |
| Mara Carvalho       | Arianne                              |
| Christiana Guinle   | Lídia Macedo                         |
| Danton Jardim       | José Mendonça                        |
| Dudu Cury           | Evandro                              |
| Alcione Mazzeo      | Madame Jezebel                       |
| Alexandre Dacosta   | Elias                                |
| Alexia Dechamps     | Allana                               |
| Alice Borges        | Cristiana                            |
| Júlio Levy          | Adolfo Aragão                        |
| Luciano Vianna      | José                                 |
| Francisco Fortes    | Goiaba                               |
| Lui Mendes          | Péricles                             |
| Ana Paula Pedro     | Teca                                 |
| Michel Max          | Ricky                                |
| Dorival Carper      | Ed Silveira                          |
| Tuna Dwek           | Sueli Pedrosa                        |
| Daiany Cristian     | Cida                                 |
| Sophia Raia         | Laurita (Laura K.)                   |
| Ana Borges          | Detenta                              |
| Cris Rabelo         | Kátia                                |
| Isabel Wilker       | Graziela                             |
| Sílvio Pozzato      | Antônio                              |
| Dan Ferreira        | Régis                                |
| Ana Barroso         | Drª. Adriana                         |
| Ana Paula Botelho   | Enfª Marilda                         |
| Taiguara Nazareth   | Jorjão                               |
| Jessika Alves       | Cecília (jovem)                      |
| Vanessa Goulart     | Júlia (jovem)                        |
| Rafael Gevú         | Ariclenes (criança)                  |
| José Victor Pires   | André (criança)                      |
| Xuxa                | Ela mesma                            |
| Ana Furtado         | Ela mesma                            |
| Ana Maria Braga     | Ela mesma                            |
| Rita Lee            | Ela mesma                            |
| Luíza Brunet        | Ela mesma                            |
| Flávia Alessandra   | Ela mesma                            |
| Sheron Menezzes     | Ela mesma                            |
| Ellen Rocche        | Ela mesma                            |
| Preta Gil           | Ela mesma                            |
| Eduardo Dussek      | Ele mesmo                            |
| Jorge Fernando      | Ele mesmo                            |
| Silvio de Abreu     | Ele mesmo                            |

## Produção

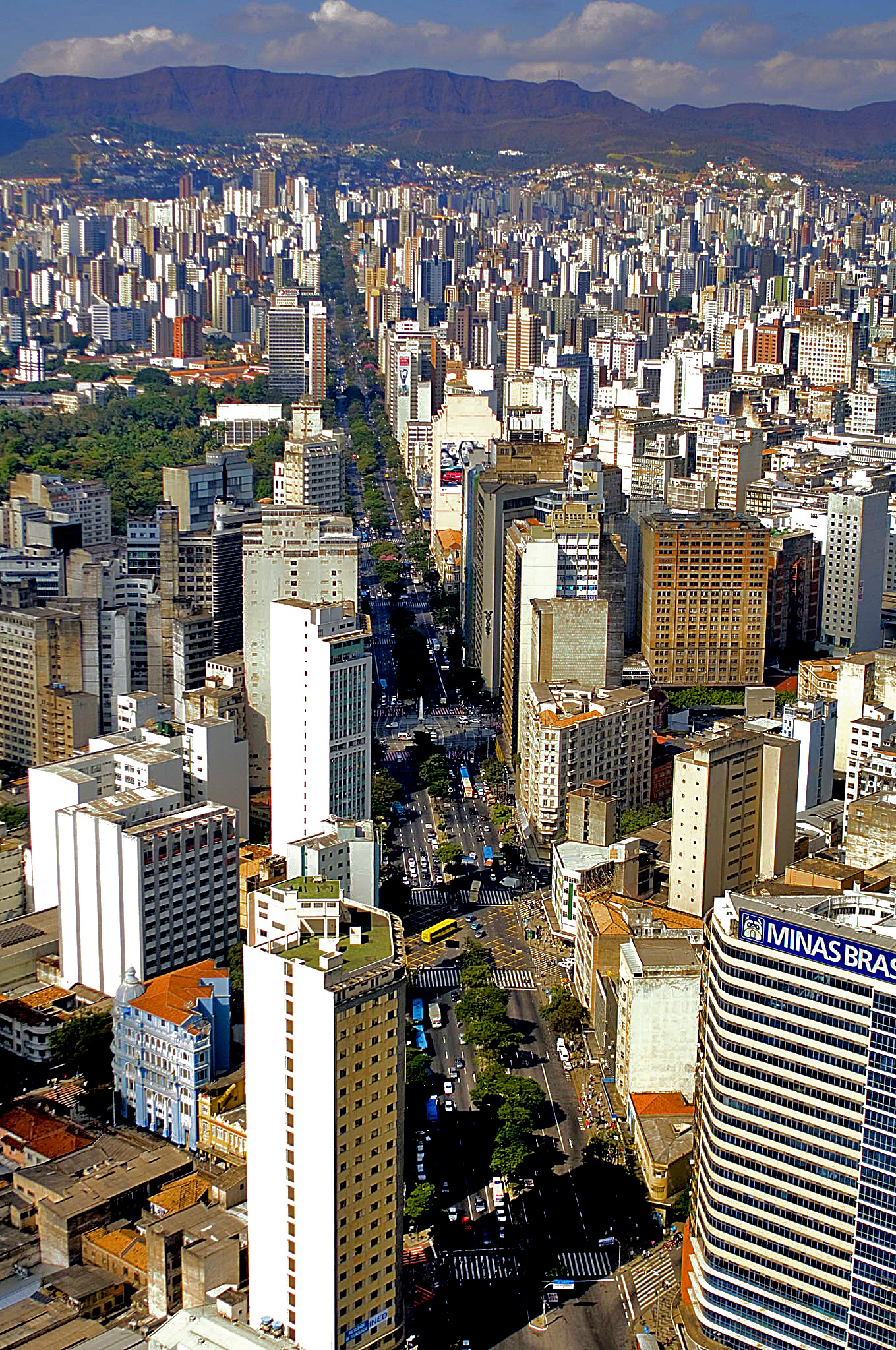
As primeiras cenas foram gravadas em Belo Horizonte.

Em 2008 Maria Adelaide Amaral declarou que não tinha vontade de voltar a escrever novelas – ela foi autora do remake de Anjo Mau em 1997, após vinte anos como colaboradora de outras tramas – e que seu foco desde 1999 era produzir apenas minisséries.  Em agosto de 2009 foi anunciado que a emissora faria um remake de Ti Ti Ti, originalmente criada por Cassiano Gabus Mendes em 1985, e Maria Adelaide foi convocada para escrever a nova versão, aceitando o posto por ser admiradora do autor. A autora, no entanto, considerou que Ti Ti Ti precisava de outras histórias paralelas marcantes e que pudessem atrair os jovens, tendo aval da emissora para adicionar na nova versão a trama da personagem Marcela da novela Plumas e Paetês, também escrita por Cassiano e originalmente interpretada por Elizabeth Savalla.
Na trama original, Marcela pegava uma carona com Osmar e sua noiva Julia, que estavam indo à São Paulo apresentá-la para a família, porém o casal morre em um acidente e ela decide assumir o posto de falsa noiva para não ficar desamparada. No entanto, Maria Adelaide decidiu modernizar a história, apostando em um casal gay, Julinho e Osmar, no qual o segundo morria no acidente e Marcela assumia o posto de noiva à pedido de Julinho, que temia que a família de seu falecido noivo não aceitasse a sexualidade dele logo após o luto. Originalmente planejada para 2011, e que iria tomar o lugar de Morde & Assopra, no entanto a obra foi adiantada e passou a figurar antes desta, entrando no ar após Tempos Modernos, uma vez que a emissora não queria emendar duas tramas que abordassem tecnologia. As gravações começaram em 28 de abril de 2010 em Belo Horizonte, para onde viajaram Isis Valverde, Guilherme Winter, André Arteche e Gustavo Leão para registrar as cenas iniciais de seus personagens antes da mudança para São Paulo.
Cláudia Raia teve que mudar diversas vezes de visual durante a telenovela, iniciando-a de cabelos pretos e mudando para o loiro e um corte mais curto posteriormente. Já Murilo Benício teve que emagrecer onze quilos, uma vez que havia engordado após A Favorita dois anos antes. Guilherme Winter participou dos primeiros capítulos e ficou fora da trama durante o primeiro mês para se recuperar de um problema de saúde.

### Escolha do elenco
Cássio Gabus Mendes foi o primeiro convidado para interpretar o protagonista Victor Valentim, porém o ator alegou que se sentiria abalado em estar em uma trama originalmente escrita por seu pai, sendo que o papel ficou para Murilo Benício. Fábio Assunção foi o primeiro nome pensado para interpretar o outro protagonista, Jacques Leclair, porém o ator foi considerado inexperiente na comédia e a produção temeu que isso pudesse prejudicar o andamento da trama. Eduardo Moscovis foi convidado para o papel, no entanto ele recusou por não desejar mais fazer novelas, apenas seriados – o ator só voltaria para uma em A Regra do Jogo, em 2015, dez anos após sua última. Alexandre Borges foi convidado na sequência após ser sugerido por Cláudia Raia. Originalmente Drica Moraes foi confirmada como Suzana, porém a atriz teve que deixar os primeiros ensaios por problemas de saúde e foi substituída por Malu Mader. Alessandra Negrini e Reginaldo Faria também tiveram seus nomes nas primeiras listas de elenco, mas acabaram não sendo mantidos na produção. 
Mariana Rios foi escalada para interpretar Desirée, porém logo depois a atriz foi deslocada para Araguaia sem maiores explicações e substituída por Mayana Neiva. Deborah Evelyn, Ângela Vieira e Christiane Torloni eram as opções da direção para viver Rebeca, sendo que a terceira foi escolhida por sugestão de Eva Wilma, a interprete original da personagem. Caio Castro foi convidado pela autora enquanto ainda estava em Malhação, tendo que deixar a trama para aceitar o papel. Juliana Alves foi a segunda atriz negra a interpretar a principal antagonista de uma telenovela brasileira, após Camila Pitanga em Porto dos Milagres (2001). Armando Babaioff entrou na trama em 28 de dezembro interpretando um surfista que se envolvia com Jaqueline, mas se apaixonava mesmo por Julinho.

### Participações especiais
A modelo Luíza Brunet fez algumas participações na trama. A primeira delas no dia 7 de setembro de 2010, quando foi conhecer os ateliês de Victor Valentim e Jacques Leclair. No capítulo do dia 20 de setembro, onde ela comanda um desfile de moda e usou dois vestidos diferentes e também no último capítulo. Débora Falabella também fez uma participação decisiva na novela. Ela interpretou Isabel, a antiga namorada de Renato (Guilherme Winter) e que veio disposta a disputá-lo com Marcela (Isis Valverde). A atriz entrou na trama no dia 1 de fevereiro de 2011. A apresentadora Xuxa fez uma participação especial no capítulo do dia 12 de fevereiro de 2011. A Rainha foi o "presente" de aniversário que Ariclenes (Murilo Benício) deu a Jaqueline (Cláudia Raia), juntas elas cantaram o hit "Ilariê". Drica Moraes após se recuperar, fez uma participação na reta final da novela, interpretando Teresa Batalha, uma fisioterapeuta e antiga amiga de Jaqueline (Cláudia Raia). As cenas dela começaram a ir ao ar a partir de 2 de março de 2011.

## Recepção

### Audiência
Exibição original
Ti Ti Ti estreou em 19 de julho de 2010 com média de 29 pontos e picos de 32. Logo nas primeiras semanas, a trama estabilizou em índices entre 28 e 31 pontos, representando um grande aumento em relação à antecessora, Tempos Modernos, que constantemente ficava abaixo dos 25 e saiu do ar com a menor média da história das "novelas das sete", derrubando em 7 a audiência de Caras & Bocas. Seu recorde negativo ocorreu no capítulo do dia 4 de setembro de 2010, um sábado, quando registrou apenas 20 pontos. 
Em 11 de janeiro de 2011 bateu seu recorde, ao conquistar 36 pontos e picos de 42, audiência não vista em toda exibição da novela anterior. Em fevereiro, a trama se tornou a mais assistida da emissora, ultrapassando a audiência da "novela das nove" Insensato Coração.
O último capítulo exibido em 18 de março de 2011, uma sexta-feira, registrou um novo recorde, 37 pontos, com picos de 41 e 64% de participação dos televisores ligados. Sua média geral foi de 30 pontos, sendo a segunda maior audiência da faixa em seis anos e a terceira maior da década de 2010, ficando atrás apenas de sucessos como Cheias de Charme e Morde & Assopra.
Ti Ti Ti foi considerada pelos jornalistas especializados um grande exemplo de como reverter uma situação de crise, uma vez que recuperou seis pontos de média geral perdidos pelo fracasso anterior.
Reprise
Reestreou em 29 de março de 2021, com 19 pontos, picos de 21 e share de 37%. Em seu terceiro capítulo, consolidou o seu recorde de 20 pontos. Ao longo das duas primeiras semanas, a trama se estabilizou com médias entre 14 e 16 pontos, ficando atrás de quatro títulos exibidos anteriormente, mas ficando à frente de novelas já reexibidas, como Cordel Encantado (2019), Belíssima (2018) e Celebridade (2017).
Porém, houve uma queda acentuada de audiência, passando a se estagnar nos 13 e 14 pontos. Com isso, a novela passou a ser editada, exibindo dois capítulos por dia. Durante a reta final, voltou a registrar 15 pontos, chegando a 17 em determinados momentos.
Em 2 de julho atingiu o pior desempenho da faixa em sete anos, com 8 pontos, chegando a permanecer na vice-liderança por 22 minutos, contra os últimos minutos do jornalístico Balanço Geral e a novela Prova de Amor da RecordTV. O principal motivo do baixo índice, foi a mudança de horário devido à transmissão do Campeonato Europeu de Futebol de 2020 entre Bélgica e Itália.
O último capítulo registrou 16 pontos. Teve média geral de 15 pontos, ficando dentro da meta estabelecida para o Vale a Pena Ver de Novo. A escolha da novela foi bastante criticada por ter sido escalada tardíamente na faixa, além de muitos a apontarem como "substituta ideal" da reprise de Totalmente Demais, em 2020, e da segunda parte de Salve-se Quem Puder, em 2021, no horário das 19h.

### Repercussão nas redes sociais
Dez anos após o fim de sua exibição, uma cena da novela começou a circular na web onde Stéfany (Sophie Charlotte) está comendo um sanduíche e acaba levando um tapa de Nicole (Elizângela). Na cena, a personagem Stéfany, deveria ter agido de forma dramática, mas Sophie teve uma crise de riso bem na hora da cena. O diretor Jorge Fernando gostou da forma em que a cena foi conduzida e acabou deixando ir ao ar desta forma, o resultado foi a cena virando um meme de sucesso nas redes sociais. Após esta cena viralizar, ressucitaram outras cenas de Stéfany, como uma em que a vilã finge estar com depressão pós parto, se tornando outro meme de sucesso.

### Prêmios
Prêmio Arte Qualidade Brasil (2010)
- Melhor novela
- Melhor ator - Murilo Benício (Ariclenes/Victor Valentim)
- Melhor atriz revelação - Mayana Neiva (Desirée)
- Melhor ator revelação - Caio Castro (Edgar)
- Melhor atriz infantil/juvenil - Clara Tiezzi (Mabi)
- Melhor ator infantil/juvenil - David Lucas (Lipe)
- Melhor autora - Maria Adelaide Amaral
- Melhor diretor - Jorge Fernando

Prêmio Extra de Televisão (2010)
- Melhor ator - Murilo Benício (Ariclenes/Victor Valentim)

APCA (2010)
- Melhor ator - Murilo Benício (Ariclenes/Victor Valentim)

Prêmio Paulistanos do Ano (2010)
- Ator - Alexandre Borges (André/Jacques)

Capricho Awards (2010)
- Melhor ator - Caio Castro (Edgar)
- Melhor atriz - Ísis Valverde (Marcela)

PopTevê - site "UOL"
- Melhor novela
- Melhor ator - Murilo Benício (Ariclenes/Victor Valentim)

Prêmio TV Press (2010)
- Melhor ator - Murilo Benício (Ariclenes/Victor Valentim)

Prêmio Melhores da Revista da TV (2010)
- Melhor novela
- Melhor atriz - Cláudia Raia (Jaqueline)
- Revelação do ano - Clara Tiezzi (Mabi)

Melhores do ano - site "Portal O Planeta TV"
- Melhor novela
- Melhor ator de telenovela: Murilo Benício (Ariclenes/Victor Valentim)
- Melhor autor de telenovela: Maria Adelaide Amaral
- Melhor abertura de telenovela
- Melhor par romântico de telenovela: Marcela (Ísis Valverde) e Edgar (Caio Castro)
- Destaque do ano: André Arteche (Julinho)

Melhores do ano - site "MdeMulher" (Ed. Abril)
- Melhor novela
- Atriz revelação - Mayana Neiva (Desirée)
- Melhor mocinha - Ísis Valverde (Marcela)
- Gato do ano - Caio Castro (Edgar)

 Melhores do Ano - Domingão do Faustão (2010)
- Melhor ator ou atriz mirim - Clara Tiezzi (Mabi)
- Melhor atriz revelação - Mayana Neiva (Desirée)
- Melhor ator - Murilo Benício (Ariclenes/Victor Valentim)
- Melhor atriz - Cláudia Raia (Jaqueline)

Prêmio Minha Novela
- Melhor novela
- Melhor ator - Murilo Benício (Ariclenes/Victor Valentim)
- Atriz infantil - Clara Tiezzi (Mabi))
- Revelação do ano - Clara Tiezzi (Mabi)
- Casal do ano - Marcela (Ísis Valverde) e Edgar (Caio Castro)

Troféu Imprensa (SBT)
- Melhor novela

Troféu Internet (SBT)
- Melhor novela

Prêmio Contigo! de TV (2010)
- Melhor novela
- Melhor ator - Murilo Benício (Ariclenes/Victor Valentim)
- Melhor atriz - Cláudia Raia (Jaqueline)
- Melhor atriz infantil - Clara Tiezzi (Mabi)
- Melhor autora - Maria Adelaide Amaral
- Melhor diretor - Jorge Fernando

Top Of Business (2011)
- André Arteche

## Exibição
Inicialmente, a trama era exibida com classificação livre para todos os públicos. Mas o Ministério da Justiça interveio e, a partir de 22 de setembro de 2010, a telenovela passou a ser não recomendada para menores de dez anos. A justificativa foi que eram exibidas cenas de consumo de drogas e agressões físicas e verbais, além de linguagem de conteúdo sexual. Até o momento, é a última "novela das sete" a ter mais de 200 capítulos exibidos. 

### Reprises
Foi reprisada pelo Vídeo Show, no quadro Novelão, de 4 a 17 de outubro de 2016, substituindo Celebridade e sendo substituída por Paraíso, em dez capítulos.
Foi reprisada no Vale a Pena Ver de Novo de 29 de março a 8 de outubro de 2021, em 140 capítulos, substituindo Laços de Família e sendo substituída por O Clone. É a primeira e até então a última novela das 19h a ser reexibida na faixa durante a década de 2020, uma vez que em dezembro de 2021, a TV Globo criou uma faixa exclusiva às 14h40, voltada para textos das faixas da 18h e 19h, deixando o Vale a Pena Ver de Novo ser exclusivo para os textos das 20h e 21h. Posteriormente, a regra seria encerrada em 2024 com a reexibição de Alma Gêmea, possibilitando também uma nova reprise de A Viagem em 2025.
A novela chegou a ser anunciada como a substituta da segunda reprise de Anjo Mau em 2016, em vez de Alma Gêmea, uma vez que em Êta Mundo Bom!, a atriz Flávia Alessandra também interpretaria a principal vilã da história. No entanto, para evitar repetições de elenco com a novela inédita da época (coincidentemente, o mesmo motivo que houve a primeira alteração), no caso Haja Coração e com a próxima novela das nove, A Lei do Amor, as tramas acabaram sendo substituídas por Cheias de Charme.

### Outras mídias
Em 11 de dezembro de 2020, foi atualizada pelo Globoplay como parte do Projeto Originalidade, com a atualização para o formato de exibição original; com o formato de imagem restaurado em Full HD, além de aberturas, vinhetas de intervalo e encerramento originais.

### Exibição internacional
O nome da novela em sua versão espanhola é Cuchicheos (com a excepção do Chile onde foi apresentado com o nome original), onde a abertura sofre modificações no nome e nas letras dos créditos.
| País                 | Canal          | Título local    | Estreia                 | Final                   | Horário semanal   | Hora   |
| -------------------- | -------------- | --------------- | ----------------------- | ----------------------- | ----------------- | ------ |
| Brasil               | TV Globo       | Ti Ti Ti        | 19 de julho de 2010     | 18 de março de 2011     | Segunda a Sábado  | 19:15  |
| Portugal             | SIC            | Ti Ti Ti        | 13 de dezembro de 2010  | 16 de setembro de 2011  | Segunda a Sexta   | 18:30  |
| El Salvador          | TCS Canal 4    | Cuchicheos      | 12 de setembro de 2011  | 21 de maio de 2012      | Segunda a Sexta   | 14:00  |
| Bolívia              | Unitel         | Cuchicheos      | 31 de outubro de 2011   | 13 de abril de 2012     | Segunda a Sexta   | 21:00  |
| Uruguai              | Teledoce       | Cuchicheos      | 2 de janeiro de 2012    | 20 de julho de 2012     | Segunda a Sexta   | 18:001 |
| República Dominicana | Tele Antillas  | Cuchicheos      | 9 de janeiro de 2012    | 17 de julho de 2012     | Segunda a Sexta   | 14:00  |
| Nicarágua            | Televicentro   | Cuchicheos      | 16 de janeiro de 2012   | 8 de agosto de 2012     | Segunda a Sexta   | 21:00  |
| Chile                | Canal 13       | Ti Ti Ti        | 28 de fevereiro de 2012 | 18 de junho de 2012     | Segunda a Sexta   | 14:30  |
| Equador              | Ecuavisa       | Cuchicheos      | 28 de fevereiro de 2012 | 20 de julho de 2012     | Segunda a Sexta   | 20:45  |
| Argentina            | Televida       | Cuchicheos      | 7 de maio de 2012       | 29 de novembro de 2012  | Segunda a Sexta   | 19:00  |
| Moçambique           | STV            | Ti Ti Ti        | 21 de maio de 2012      | 15 de fevereiro de 2013 | Segunda a Sábado  | 19:05  |
| Paraguai             | SNT            | Cuchicheos      | 31 de julho de 2012     | 26 de fevereiro de 2013 | Segunda a Sexta   | 22:002 |
| Coreia do Sul        | TeleNovela     | 스타일 패션전쟁 | 23 de julho de 2014     | 18 de dezembro de 2015  | Quarta3           | 10:004 |
| Portugal             | Globo Portugal | Ti Ti Ti        | 1 de junho de 2015      | 8 de novembro de 2015   | Segunda a Domingo | 19:00  |
| Angola               | Globo ON       | Ti Ti Ti        | 9 de novembro de 2015   | 17 de abril de 2016     | Segunda a Domingo | 19:00  |
| Moçambique           | Globo ON       | Ti Ti Ti        | 9 de novembro de 2015   | 17 de abril de 2016     | Segunda a Domingo | 20:00  |
| 🇵🇹                   | Globo Portugal | Ti Ti Ti        | 20 de Junho de 2022     | Presente                | Segunda a Sábado  | 18:45  |

↑1  Transferida para as 19:00.
↑2  Transferida para as 21:00.
↑3  Transferida para Sexta e Sábado a partir do dia 22 de maio de 2015.
↑4  Exibida em capítulos duplos. Transferida para as 08:00 em capítulos duplos. Transferida para as 08:30 em capítulos simples a partir do dia 22 de maio de 2015.